# Adam Anders
Adam Anders (sinh 10 tháng 10 năm 1975) là một nhà sản xuất thu âm người Mỹ.
Anders đã từng làm việc với những nghệ sĩ như Jonas Brothers, Miley Cyrus, Selena Gomez, Demi Lovato, Backstreet Boys, Clay Aiken, Sheryl Crow, Steven Curtis Chapman, Jesse McCartney, CeCe Winans, Nick Lachey, Ashley Tisdale và The McClymonts. Anh đồng thời còn thực hiện phần nhạc phim cho High School Musical 3, The Young Victoria, Cheetah Girls 3, Evan Almighty, The Wedding Planner, Rugrats In Paris: The Movie, Camp Rock, Camp Rock 2, Hannah Montana và StarStruck.
Anh từng nhận được một số đề cử Grammy, một đề cử People's Choice Award và hai đề cử Quả Cầu Vàng. 2009, anh đã trở thành Giám đốc Sản xuất Thu âm cho bộ phim truyền hình bi-hài-nhạc kịch Mỹ Glee. Anh gặt hái được khá nhiều thành công và các bài hát của anh thường xuyên xuất hiện trên bảng xếp hạng iTunes, trong đó có hai ca khúc mà anh viết cho bộ phim là "Loser Like Me" (giành vị trí thứ nhất) và "Get It Right" (giành vị trí thứ hai).
Anh hiện đang là Chủ tịch của Tập đoàn Anders Music.

## Sự nghiệp
- Nguồn: IMDb

### Sáng tác nhạc phim
| Năm  | Bài hát                                                                                             | Phim                               | Trình bày                        |
| ---- | --------------------------------------------------------------------------------------------------- | ---------------------------------- | -------------------------------- |
| 2000 | "When You Love"                                                                                     | Rugrats in Paris: The Movie        | Sinéad O'Connor                  |
| 2001 | "Adore You"                                                                                         | The Wedding Planner                | Nikki Hassman                    |
| 2001 | "If You Believe"                                                                                    | Prancer Returns                    | Alecia Elliott                   |
| 2007 | "Comin' Back"                                                                                       | K-Ville                            | Dr. John cùng Bombay             |
| 2007 | Bài hát dạo đầu                                                                                     | Back to You                        | -                                |
| 2008 | "Can I Have This Dance"                                                                             | High School Musical 3: Senior Year | Zac Efron và Vanessa Hudgens     |
| 2009 | "Hoedown Throwdown"                                                                                 | Hannah Montana: The Movie          | Miley Cyrus                      |
| 2010 | "Love That Let's Go"                                                                                | Hannah Montana                     | Miley Cyrus cùng Billy Ray Cyrus |
| 2010 | "Hero"                                                                                              | StarStruck                         | Sterling Knight                  |
| 2011 | "My Headband" Get It Right" Loser Like Me" Hell to the No" Only Child" Trouty Mouth" Big Ass Heart" | Glee                               | Dàn diễn viên phim Glee          |

## Xuất hiện truyền hình
| Năm  | Chương trình                    |
| ---- | ------------------------------- |
| 2010 | Made in Hollywood: Teen Edition |
| 2011 | Last Call with Carson Daly      |